# 静岡英語専門学校
静岡英語専門学校(しずおかえいごせんもんがっこう)は静岡市にかつて存在した英語学校。創設者は藤波甚助。
静岡市に於ける最初の正則英語学校。創立時の名前は静岡英学校であるが、後年静岡英語専門学校と改められた。
1884年(明治17年) 7月創立、1896年(明治29年)3月 閉校。

## 沿革
1883年(明治16年) 藤波甚助と友人の村松一(静岡教会教会員)によって静岡市追手町に静岡英学塾を創立するも、火災で焼失。
1884年(明治17年)7月 藤波甚助、静岡市屋形町東本願寺別院の所の自邸内に静岡英学校を創立。
1887年(明治20年)7月 校舎が火災のため類焼。静岡市本通り3丁目9-2に移る。
1888年(明治21年) 校舎を新築。
1889年(明治22年)2月 大火により校舎類焼。改めて二階建て洋館の校舎を新築。校名を静岡英学校から静岡英語専門学校と改名。
1892年(明治25年)1月9日 大火により静岡教会会堂焼失。静岡教会再建までの間、礼拝時に校舎を貸し出す。
1892年(明治25年)11月12日 静岡教会会堂、再建する。
1892年(明治25年)12月14日 大火により静岡教会会堂、再び焼失。再び礼拝時に校舎を貸し出す。
1893年(明治26年)8月7日 静岡教会会堂、再建する。
1893年(明治26年) 藤波甚助、静岡英和女学院 第５代校主(1893年～1902年10月28日)に就任。
1896年(明治29年)3月 閉校。

## 教員
- 渋江保(渋江抽斎の嗣子)
- 加藤秋真
- 平岩愃保(静岡教会牧師)
- キャシディー夫妻
- カッキング夫人

## 著名な卒業生
- 山路愛山
- 神戸寅次郎（法学博士、慶應義塾大学法学部長）
- 高木千太郎（神学博士）
- 尾崎元次郎（静岡市長、貴族院議員）

## 参考図書
- 飯田, 宏『静岡県英学史』講談社、1967年。
- 『静岡英和女学院百年史』（静岡英和女学院、1990年）
- 『静岡教会一二五年史』（静岡教会、2009年7月31日）
- 『藤波甚助日誌抄録』静岡市役所、1963年9月30日
- 『明治前期静岡町割絵図集成』静岡郷土出版社、1989年6月22日
- 『静岡市史・総目次　年表　索引』静岡市役所、1982年4月1日